# 周家大屋 (耒阳)
周家大屋古建筑群，位于湖南省耒阳市大义镇东坪村， 又名“五美堂”，始建于清光绪十六年(1890)，时由周敦颐后裔周德智所建，现为湖南省文物保护单位。

## 建筑概况
建筑群坐东南朝西北，建筑面积3680平方米。按中轴线依次分为前厅、中厅、祖堂。前厅主大门居中，门额墨绘“图书第”。三进四厢，大小房屋51间，共有48根木柱，51间房屋，家家相通。。

## 周边景点
周家大屋处于蔡伦竹海风景区的附近，周边还有紫霞寺、张良洞、大河滩、观海楼、古法造纸作坊等景点。